# Tony Morley
William Anthony Morley (Ormskirk, 26 agosto 1954) è un ex calciatore inglese, di ruolo attaccante.
Giocava nel ruolo di ala.

## Palmarès

### Club

#### Competizioni nazionali
- Campionato inglese: 1

Aston Villa: 1980-1981
- Community Shield: 1

Aston Villa: 1981

#### Competizioni internazionali
- Coppa dei Campioni: 1

Aston Villa: 1981-1982
- Supercoppa UEFA: 1

Aston Villa: 1982